# Jan Bielawski (ekonomista)
Jan Bielawski (ur. 1944 w Warszawie) – polski ekonomista i dyplomata, nauczyciel akademicki, stały przedstawiciel RP przy Organizacji Współpracy Gospodarczej i Rozwoju (2001–2005).

## Życiorys
Jan Bielawski jest absolwentem Szkoły Głównej Planowania i Statystyki. Zdobył nagrodę ministra handlu zagranicznego dla najlepszego absolwenta. Specjalizował się w ekonomicznej polityce międzynarodowej. Obronił pracę doktorską poświęconą Europejskiej Komisji Gospodarczej Organizacji Narodów Zjednoczonych. Stypendysta Carnegie Foundation for International Peace w Genewie (1970).
Od 1967 do 1992 był pracownikiem naukowym SGPiS. Wykładał też w Collegium Civitas oraz w Krajowej Szkole Administracji Publicznej. Równolegle, w 1982 rozpoczął pracę w Ministerstwie Spraw Zagranicznych. Pracował w pionie zajmującym się polską ekonomiczną polityką zagraniczną. Był radcą w Stałym Przedstawicielstwie RP przy biurze ONZ w Genewie (1982–1987), był też stałym przedstawicielem Polski przy FAO w Rzymie początkowo w randze radcy, a potem ministra pełnomocnego (1994–1997). Był też zatrudniony jako wicedyrektor gabinetu ministra oraz dyrektor departamentu analiz ekonomicznych MSZ. Od 29 października 2001 do 5 grudnia 2005 pełnił funkcję stałego przedstawiciela RP przy Organizacji Współpracy Gospodarczej i Rozwoju. Członek założyciel Stowarzyszenia Tłumaczy Polskich.